# تاكاشي فوجي
تاكاشي فوجي (باليابانية: 藤井隆 ) (و. 1972 – م) هو مغني، وممثل أداء صوتي ياباني، وممثل، وممثل هزلي، وتارينتو، من اليابان، ولد في تويوناكا، أوساكا.

## التعليم
تعلم في Osaka City Nishi Senior High School ‏.

## وصلات خارجية
- تاكاشي فوجي على موقع IMDb (الإنجليزية)
- تاكاشي فوجي على موقع ميوزك برينز (الإنجليزية)
- تاكاشي فوجي على موقع ديسكوغز (الإنجليزية)
- تاكاشي فوجي على موقع ديسكوغز (الإنجليزية)
- تاكاشي فوجي على موقع قاعدة بيانات الفيلم (الإنجليزية)